# Richard Hertwig
Richard Wilhelm Karl Theodor Ritter von Hertwig (o Richard Hertwig; Friedberg, Hesse; 23 de septiembre de 1850-Icking, 3 de octubre de 1937) fue un botánico, zoólogo alemán. Hermano menor del también zoólogo Oscar Hertwig.
Junto con Carl Gegenbaur, los hermanos Hertwig fueron los discípulos más eminentes de Ernst Haeckel en la Universidad de Jena. Aunque no compartían las especulaciones filosóficas de Haeckel, los Hertwig dieron una orientación positiva a sus ideas. Entre 1879 y 1883 llevaron a cabo estudios embriológicos, especialmente en torno a la teoría del celoma (1881).

## Algunas publicaciones
- Das Nervensystem und die Sinnesorgane der Medusen ("El sistema nervioso y los órganos sensoriales de la Medusa"), 1878
- Die Actinien (Las Actinias), 1879
- Chätognathien, 1880.
- Die Coelomtheorie: Versuch einer Erklärung des mittleren Keimblattes (Los Cotiledones: un intento de explicación del significado del cotiledón), Jena, 1881
- Lehrbuch der Zoologie (Libro de texto de Zoología), Jena, 1891. 704 pp.
- Abstammungslehre und neuere Biologie (Teoría de la evolución y la biología moderna), 1927